# 酔っぱらった馬の時間
『酔っぱらった馬の時間』（よっぱらったうまのじかん）はバフマン・ゴバディ監督・脚本による2000年のイラン映画。
イラクとの国境に近いイランのクルディスタンでの過酷な生活を生きるクルド人の子供たちを描き、2000年カンヌ国際映画祭カメラドール新人監督賞や、シカゴ国際映画祭審査員特別賞受賞など国際的に高い評価を受けた。
日本では、ＣＳ放送の洋画専門チャンネル、シネフィル・イマジカにて日本劇場未公開作品としてプレミア上映、その後、2002年に劇場公開された。
キネマ旬報の2002年映画ベストテンで、外国映画６位となる。

## ストーリー
舞台はイラン領クルディスタン。そこに住む"世界最大の少数民族”クルド人の１２歳の少年アヨブは、母を三女の出産で亡くしており、父親と障害を持った兄マディと、母親代わりの長女ロジーンと、妹アーマネと更に幼い妹の５人兄弟。兄弟で、密輸品のコップを割れないように新聞で包む仕事をしたり、運ばれた密輸品を馬から運ぶ仕事などをして、生計を立てていた。
そんな時に、父が国境地帯の密輸で、地雷を踏んで死んでしまう。
叔父は、８人の子供がいるので、生活の面倒を見ることは出来ないので、アヨブに家長となり、学校を止めさせて、密輸品を運ばせる仕事を仲介する。
１５歳の兄のマディは難病で働くことができないだけでなく、薬を飲んだり注射を打たねばならないほどの重病で、アヨブは必死で働くのだが、イラク側に入っても約束通りの賃金が貰えなかったり、警備隊に遭遇してにげたりする。
そんな時にイラクの酒場で貰った、ボディービルダーの写真を兄のマディの部屋に貼ってあげたりする。
医者には、マディの病状は悪化しているので、手術を勧められるが、お金がなかった為に、叔父はロジーンをマディと共に嫁に出すことにする。
アヨブは反対するのだが、叔父に平手打ちをされて、泣き寝入りするしかなかった。しかしロジーンが新婦の村に入った時に、新婦の母親がマディの世話は聞いてないとゴネ始め、仕方なく叔父はラバを一頭、貰って、マディは引き取ることにする。
マディの手術を受けさせたいアヨブは、イラク国境を越えてタイヤを密輸するキャラバンに、タダで良いので自分も仲間に加えてくれと頼む。
あまりの寒さにキャラバンは、ラバに酒を呑ませて、荷物を運ばせる。
アヨブも自分のラバでタイヤを運ぶのだが、国境警備隊に見つかり、キャラバンは積み荷のタイヤを放り投げて、蜘蛛の子を散らすように山を下りていく。
自分のラバから積み荷のタイヤを下ろしたアヨブは、何とかマディと共にイラクとの国境の鉄条網を越えて、イラクに入るのであった。

## キャスト
- 次男アヨブ：アヨブ・アハマディ
- 次女アーマネ： アーマネ・エクティアルディニ
- 長男マディ：マディ・エクティアルディニ
- 長女ロジーン：ロジーン・ユネシ
- キャリム・エクティアルディニ
- サルタブ村およびパネー市の人々

## スタッフ
- 製作・監督・脚本: バフマン・ゴバディ
- 撮影:サイド・ニクザート
- 音楽:ホセイン・アリザデ
- 編集:サマド・タワゾイ
- 録音:モルテザ・デーナビ
メーディー・ダラビ
- 助監督：アリ・レザ・アミニ